# دقطانة (حديبو)

تعديل مصدري - تعديل

دقطانة إحدى قرى مديرية حديبو التابعة لمحافظة سقطرى، بلغ تعداد سكانها 63 نسمة حسب تعداد اليمن لعام 2004.